# Tai nạn đường sắt Marhanets
Tai nạn đường sắt Marhanets là một sự việc tai nạn xảy ra vào ngày 12 tháng 10 năm 2010 tại Marhanets, tỉnh Dnipropetrovsk, Ukraina do đoàn tàu
tông phải một chiếc xe khách tại một đường ngang. Tổng cộng có 43 người đã tử vong và 9 người bị thương. Đây được xem là một vụ tai nạn giao thông nghiêm trọng nhất lịch sử đường bộ Ukraina.

## Chi tiết

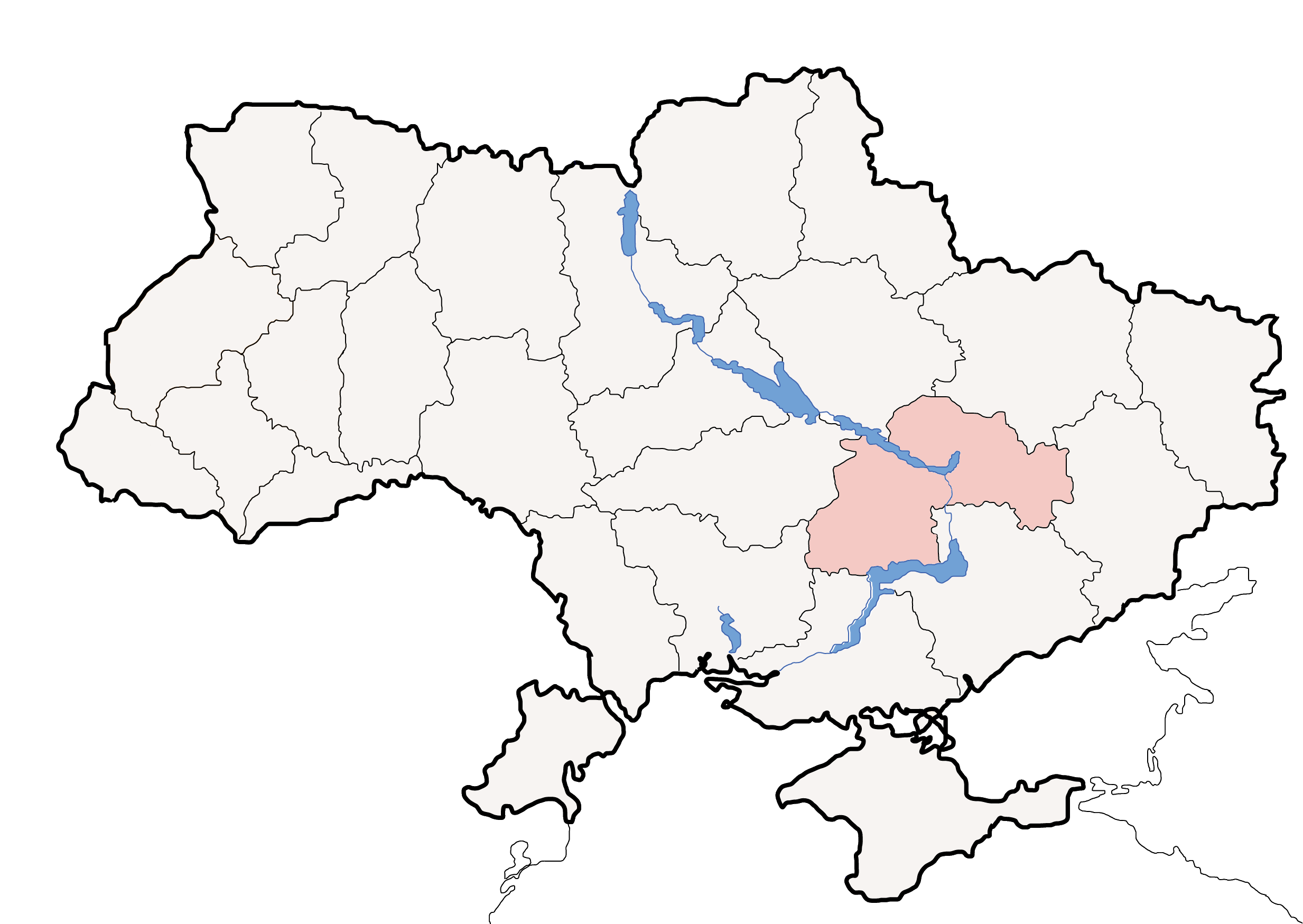
Bản đồ tỉnh Dnipropetrovsk

Vụ tai nạn giữa một chiếc xe khách nhỏ chở khoảng 48 người và một đoàn tàu xảy ra lúc 8:30 sáng (Giờ địa phương) tại một đoạn đường ngang cảnh báo tự động không có người gác. Tổng cộng có 38 người trên xe khách tử vọng và số còn lại được đưa đến bệnh viện cấp cứu. Đường sắt Ukraina đã đưa ra giả thuyết rằng vụ tai nạn là do người lái xe khách không tuân thủ luật giao thông dừng lại khi đèn đỏ.

## Phản ứng của cơ quan chức năng
Hiện Chính phủ Ukraina đã bồi thường 100.000 Hryvnia (tương đương 12.600 Dollar Mỹ) cho mỗi gia đình có người thân bị thương trong vụ tai nạn. Các quan chức cho biết đây là vụ tai nạn giao thông nghiêm trong nhất của giao thông Ukraina. Tổng thống Viktor Fedorovych Yanukovych trong buổi đến có mặt ở hiện trường, ông đã tuyên bố thứ Tư ngày 13 là quốc tang. Ông cũng cho điều tra người chịu trách nhiệm về vụ tai nạn này và chỉ đạo ngành Giao thông cho lắp đặt hệ thống cần chắn ở các điểm đường ngang để ngăn các phương tiện giao thông vượt đường ngang gây nguy hiểm.
Tai nạn đường bộ lẫn đường sắt thường xảy ra ở Ukraina do đường giao thông chất lượng kém, phương tiện giao thông không đảm bảo, người tham gia giao thông ý thức kém, coi thường luật giao thông đường bộ.